# Шейх Абу Ісхак
Шейх Абу Ісхак (д/н — 1358) — емір Фарсу в 1340 і 1342—1356 роках. Повне ім'я Джамал ад-Дін шейх Абу-Ісхак.

## Життєпис
Син Махмуд Шаха, інджу Фарсу. 1325 року останнього було призначено наїбом (намісником) Фарсу. Разом з батьком і братом Масуд Шахом перебував в Султанії. 1336 року брав участь у поході на Єзд. У 1337—1338 роках спільно з Масуд шахом боровся проти інших своїх братів — Кай-Косрова і Мухаммеда.
1339 року після поразки Масуд Шаха перейшов на бік його переможця Пір-Хусейна. Невдовзі останній вбив Мухаммеда, брата Абу-Ісхака, призначивши того намісником Ісфагану. 1342 року Абу-Ісхак спільно з Мелік Ашрафом повстав проти Пір-Хусейна, якого змушено було втекти до Тебрізу. За цим Абу-Ісхак раптово захопив Шираз, не впустивши туди Мелік Ашрафа, якому невдовзі завдав поразки. Але того ж року поступився владою братові Масуд Шаху, що прийшов з військом Ягі Басті.
Шейх Абу-Ісхак відступив до володінь клану Шабанкара, де отримав допомогу. Невдовзі скористався вбивством брата за наказом Ягі басті щоби повстати. Йому вдалося відвоювати Фарс, а потім Аджемський Ірак. 1343 року проти нього виступили Ягі басті та МЕлік Ашраф, але під час бойових дій дійшла звістка про смерть Хасан Кучака, володаря Чобанідів, після чого обидва рушили до Тебріза для боротьби за владу.
Подальше послаблення Чобанідів призвело до оголошення Абу-Ісхаком незалежності та прийняття 1344 року титулу султана. Він карбував монети і читав хутбу від свого імені. Уклав союз з Мубаріз ад-Діном Мухаммедом, еміром Кермана.
Багато зробив для відновлення й розбудови міст, насамперед Ширазу і Ісфагана, які постраждали попередні 5 років від постійних війн. Намагався перетворити свій двір на зосереддя поетів, вчених та митців.
Вже 1345 року спробував захопити Керман, проте зазнав поразки. 1347 року почалася нова війна з Мубаріз ад-Діном, в якій Абу-Ісхак зазнав нової поразки у битві під фортецею Бахрамджирд (70 км від Кермана). У 1350—1351 роках спробував захопити Єзд, тримав його в облозі Єзд, але марно. Наприкінці червня 1352 року зазнав чергової поразки в битві біля Пандж-Ангушт.
1353 року супротивник перейшов у наступ. Бойові дії тривали 2 роки. З 1355 року Шираз тримався в облозі 6 місяців, поки на початку 1356 року зрадник Калу Умар не відчинив західну браму (Байза). Абу-Ісхак втік в останню мить, діставшись Ісфагану. Але невдовзі скориставшись маршем основних сил Мубаріз ад-Діна Мухаммеда на Ісфаган раптовим ударом зайняв Шираз. Втім тут протримався недовго, оскільки Шах Шуджа, син Мухаммеда, відвоював Шираз.
Війна з певними перервами тривала до 1357 року. За це час Абу-Ісхак намагався отримати допомогу від Шабанкара та шейхів Лурестану. Втім усі вони діяли незлагоджено, що дозволило Мубаріз ад-Діну здолати їх поодинці. Зрештою впав Ісфаган. Шейх Абу-Ісхак опинився в полоні. У травні 1358 року його було страчено.

## Культурна діяльність
Надавав підтримку поетам та митцям. При його дворі діяли Хаджаві-є Кермані, Гафіз та Убейд Закані. Завдяки зусилля Абу-Ісхака було закладено основи на перетворення Ширазу на культурну столицю регіону.
Найзначущою є споруда Кодакана або Дар аль-масахеф (також Дар аль-машаф або Бібліотека Корану), прибудовану до мечеті X ст. Масджид-і джа-і Атік. Власний палац Абу-Ісхак звів як копію сасанідського палацу Такі-Кісра.